# D16 (hunebed)

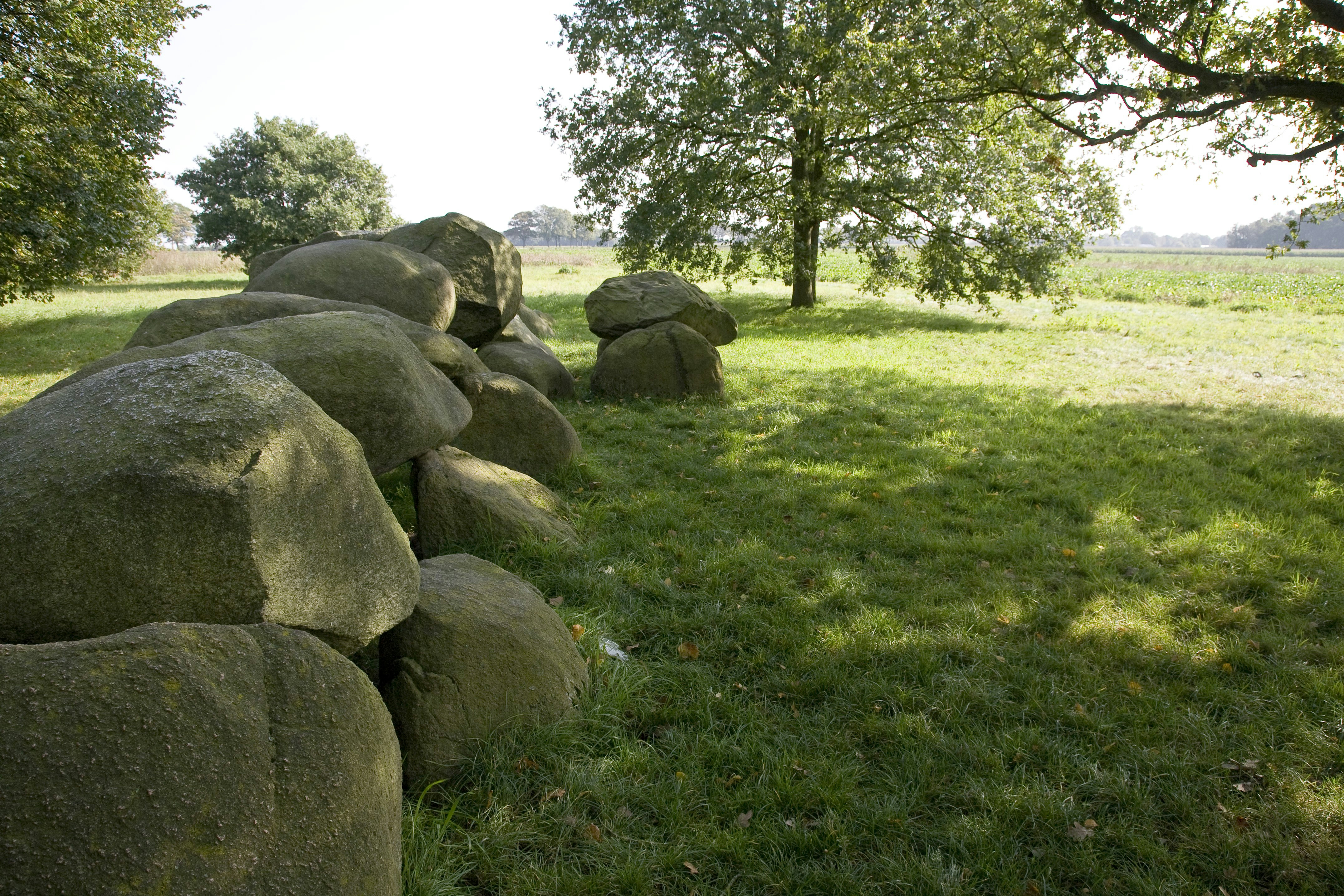
De poortdraagstenen en de poortdeksteen zijn duidelijk te zien

Hunebed D16 ligt ten noordwesten van het dorp Balloo in de Nederlandse provincie Drenthe.
Het hunebed ligt wat afgelegen op de Ballooër es, aan de rand van het natuurgebied Kampsheide. Het hunebed is te bereiken via zandwegen vanaf de weg Loon-Balloo of via de Lienstukkenweg vanuit Balloo.

## Bouw
Het hunebed wordt toegeschreven aan de trechterbekercultuur.
Het is een groot hunebed van 15,6 meter lang en 3,9 meter breed. Het hunebed heeft negen dekstenen en negentien draagstenen. Er is nog een paar poortdraagstenen met een poortdeksteen. Ook zijn er nog enkele kransstenen.
Het hunebed ligt in de onmiddellijke nabijheid van de westelijke erosierand van een keileemrug. Volgens de historisch geograaf Theo Spek is dit niet toevallig, omdat op dergelijke plaatsen tal van zwerfstenen zijn blootgespoeld.
In de omgeving van dit hunebed is een waarschijnlijke nederzetting van de Trechterbekercultuur gevonden. De vondsten zijn te zien in het Drents Museum. Op de Kampsheide zijn celtic fields aangetroffen en er zijn diverse grafheuvels.

## Geschiedenis
Het hunebed wordt al vermeld op de Franse Kaarten (1811-1813) en ook Nicolaas Westendorp schrijft over het hunebed in 1822.
Van Giffen beschreef het hunebed als "in een droevigen staat", de dekstenen zijn dan van de draagstenen gegleden. Hij restaureerde het hunebed in 1952 en 1954.
In 1978 zijn de dekstenen weer op de draagstenen gelegd.
Een Deense archeoloog herkende in 1987 in een deksteen zes napjes/cup marks.

## Society of Antiquaries[6]
In Engeland ontstond in de jaren zeventig van de 19e eeuw bezorgdheid over de wijze waarop in Nederland hunebedden werden gerestaureerd. In die kringen was men vooral bezorgd dat met de restauraties het oorspronkelijk beeld van de situatie verloren zou gaan. De directeur van de Society of Antiquaries in Londen verzocht de oudheidkundigen William Collings Lukis en sir Henry Dryden om de staat waarin de hunebedden zich op dat moment bevonden nauwkeurig vast te leggen. Zij bezochten in juli 1878 Drenthe en brachten veertig hunebedden op de Hondsrug in kaart. Ze hebben opmetingen verricht en beschreven de aangetroffen situatie, die zij tevens vastlegden in een serie aquarellen. Hun rapportage aan de Society of Antiquaries verscheen echter niet in druk. Hun materiaal werd bewaard bij de Society of Antiquaries, het Guernsey Museum & Art Gallery en het Drents Museum. Het Ashmolean Museum in Oxford bezit kopieën van hun werk. In 2015 publiceerde de Drentse archeoloog dr. Wijnand van der Sanden alsnog hun werk. Hij voorzag hun materiaal van een uitgebreide inleiding. Ook schetste hij de ontwikkelingen met betrekking tot het archeologisch onderzoek van de hunebedden na hun onderzoek tot 2015. Hij gaf als oordeel dat het werk van Lukis en Dryden van hoge kwaliteit was. In het Drents Museum was in 2015 een tentoonstelling over het werk.
Hunebed D16 is weergegeven op Plan XIII. Er waren negen draagstenen en negen dekstenen die allen verplaatst waren. De archeoloog Janssen telde rond 1848 tien dekstenen. Volgens Lukis en Dryden leek er een ingang aan de zuidzijde te zijn geweest. De overblijfselen van de dekheuvel toonden, volgens hen aan, dat deze ovaal zou zijn geweest. Er lagen fragmenten van urnen.